# Aeschynomene gazensis
Espèce
Statut de conservation UICN

 EN B1ab(iii)+2ab(iii) : En danger
Aeschynomene gazensis est une espèce de plantes à fleurs de la famille des Fabacées endémique du Zimbabwe.